# Клеарх (учень Платона)
Клеарх, також Клеарх Гераклейський (409 до н. е. — 352 до н. е.) —давньогрецький філософ та  тиран Гераклеї Понтійської з 364 до 352 до н. е.

## Передумови тиранії та захоплення влади
Гераклея Понтійська була розвинутим та процвітаючим містом. У IV ст. до н. е. виникла ситуація, коли влада у місті належала олігархам, а бідніші соціальні шари вимагали конституційних змін. Значний проміжок часу відбувалося протиборство між олігархами та демосом. Ці суперечності мали здебільшого економічний характер. Основні вимоги демосу були: звільнення від боргів та переділ землі, яка знаходилася у власності олігархічних груп. Олігархи намагалися зміцнити свою владу за допомогою стратегів Тимофея з Афін та Епамінонда з Фів, але ті відмовилися підтримати олігархічний режим.
Тоді керівництво міста у 364 році до н. е. звернулася до знатного геракліота Клеарха, якого, деякий час тому, було вигнано з міста. Клеарх був учнем Ісократа та Платона, командував найманцями у Мітрідата, сина перського сатрапа Аріобарзана. Клеарх пообіцяв Мітрідату передати місто Гераклею у його власність. Після цього із загоном вирушив у Гераклею Понтійську, де хитрістю захопив акрополь.
Після цього, щоб не віддавати місто Мітрідату Клеарх підступно захопив його і відпустив після відмови від міста, а також Мітрідат сплатив Клеарху значний викуп. З цих грошей Клеарх сплатив службу найманців. Позбавивши Гераклею Понтійську загрози із боку персів, Клеарх здобув значний авторитет у місті. Після цього він оголосив, що збирається передати правління над містом раді 300, яка складалася з олігархів. Під час зборів цієї ради Клеарх з найманцями захопив 60 з них (інші розбіглися). По цьому Клеарх оголосив себе вождем та заявив, що поки що демос самостійно не може протистояти олігархам, а тому потрібне сильне правління, зокрема його — Клеарха. Народні збори обрали Клеарха стратегом-автократом. Після цього Клеарх роззброїв усіх мешканців міста для попередження заколоту.

## Тиранія
Правління Клеарха було жорстким. 60 захоплених олігархів він тримав у в'язниці, поки не захопив усі їх статки, після чого їх стратив. Після того як олігархи, що втекли з міста, розпочали проти Клеарха війну, останній надав волю маріандинерам (залежним людям) олігархів, а також змусив дружин та доньок олігархів побратися з маріандинерами. Після цього Клеарх переміг у битві олігархів, усіх захоплених стратив. Проте Клеарх не зміг задушити спротив. Повсякчас виникали заколоти. Щоб зміцнити своє становище Клеарх звернувся за допомогою до перських царів — спочатку Артаксеркса II, а потім до Артаксеркса III. Також він підтримував добрі стосунки з Афінами. При цьому Клеарх мав духовні інтереси, навіть заснував бібліотеку.
У 362 до н. е. група заколотників на чолі із Хіоном вбила тирана. Але владу відразу захопили рідні Клеарха — брат Сатир та син Тімофей.